# Интервальный паевой инвестиционный фонд
Интервальный паевой инвестиционный фонд — это фонд, в котором управляющая компания берет на себя обязательство выкупить инвестиционные паи, которые были ею выпущены, по требованию инвестора. Срок выкупа устанавливается правилами интервального паевого инвестиционного фонда, но это должно происходить не реже, чем раз в год.

## Описание
По интервальным паевым инвестиционным фондам, согласно законодательству, разрешено публиковать разную информацию, которая касается функционирования фонда, в том числе данные про объем средств, который находится под управлением фонда. По интервальным фондам указываются данные по стоимости чистых активов, доходности и разным коэффициентам.
Под интервальным инвестиционным фондом подразумевается что-то среднее между открытым инвестиционным паевым фондом и закрытым инвестиционным паевым фондом. Инвестор, имея дело с таким типом фонда, может продать свой пай только в «периоды открытия интервала» — в определенные сроки, которые указаны в Правилах фонда. Согласно законодательству, такой выкуп должен осуществляться хотя бы один раз в год, но на практике это происходит от двух до четырех раз в год. Даты открытия интервала фиксированные и прописаны в правилах. Интервальные фонды пользуются меньшей популярностью, так как в законодательстве большинства стран не предусмотрено участия инвесторов путем проведения общего собрания пайщиков.
По состоянию на 1 января 2010 года в России действовало 94 интервальных паевых инвестиционных фондов, а на конец 2016 года — 47 интервальных паевых инвестиционных фондов.
Существуют также открытые и закрытые паевые инвестиционные фонды.